# SC Herford
Der SC Herford ist ein deutscher Sportverein aus Herford. Die erste Fußball-Herrenmannschaft spielt seit dem Aufstieg im Jahre 2024 in der siebtklassigen Landesliga Westfalen. Zwischen 1976 und 1978 sowie von 1979 bis 1981 spielten die Herforder insgesamt vier Jahre in der 2. Fußball-Bundesliga. Darüber hinaus nahm die Mannschaft achtmal am DFB-Pokal teil, wurde zweimal Westfalenmeister und einmal Westfalenpokalsieger. Die erste Handball-Herrenmannschaft gehörte zwischen 1972 und 1983 der seinerzeit zweit- bzw. drittklassigen Regionalliga West an.

## Vereinsgeschichte
Der Gründung des heutigen SC Herford gingen zwei Vereinsfusionen voraus. Den Anfang machten im Jahre 1968 der im Jahre 1908 gegründete SpVgg Union Herford und der im Jahre 1907 gegründete VfB Einigkeit Herford. Diese schlossen sich im Jahre 1967 zum Herforder SC 07/08 zusammen. Der Herforder SC 07/08 wiederum fusionierte am 16. Juni 1972 mit dem im Jahre 1928 gegründeten Verein SuS Herford zum heutigen SC Herford. Sämtliche Vereinsnamen der Stamm- und Vorgängervereine sind bis heute Bestandteil des offiziellen Vereinsnamens des SC Herford, der Sport-Club Herford – VfB Einigkeit 07 / Spielvereinigung Union 08 / Herforder Sport-Club 07/08 / Spiel und Sport 1928 – e. V. lautet. Laut der Satzung soll bei einer etwaigen Änderung des Vereinsnamens nicht auf die Gründungsmerkmale verzichtet werden.
Zur Saison 2016/17 schloss sich der Stadtteilverein FC Radewig dem SC Herford an und stellte die zweite Mannschaft. Der FC Radewig wurde im Jahre 1975 gegründet und spielte zuletzt in der Kreisliga C. Neben Fußball und Handball bietet der SC Herford noch die Sportarten Badminton, Judo, Leichtathletik, Schwimmen, Tischtennis, Volleyball und Wasserball an. Zur Handballabteilung gehört auch der Bereich Freizeitsport, der Damen-Gymnastik und Hallenfußball für ältere Herren anbietet. Die Tischtennisabteilungen des VfB Einigkeit und SuS Herford richteten im Jahre 1953 gemeinsam die deutschen Meisterschaften aus.

## Geschichte der Fußballabteilung

Strukturelle Entwicklung des SC Herford

### Die Vorgängervereine
Erfolgreichster Stammverein des heutigen SC Herford war die SpVgg Union Herford. Im Jahre 1922 stieg die Mannschaft in die Bezirksliga Westfalen, damals die höchste Spielklasse, auf. Der fünfte Platz in der Saison 1927/28 war das erfolgreichste Resultat dieser Ära. 1933 wurde Union Vorletzter und verpasste die Qualifikation für die neu eingerichtete Gauliga Westfalen um Längen. Mit durchschnittlichem Erfolg spielte die Mannschaft in den folgenden Jahren in der zweitklassigen Bezirksliga Ostwestfalen. Zur Saison 1944/45 wurde der Verein in die Gauliga berufen. Dort trug die Mannschaft jedoch nur ein Spiel gegen Arminia Bielefeld aus, welches mit 2:2 endete.
Nach dem Zweiten Weltkrieg dauerte es bis 1952, ehe Union Herford in die Landesliga aufstieg, die damals die höchste Amateurliga in Westfalen war. In der Saison 1955/56 waren Union und SVA Gütersloh punktgleich Erster. Da Gütersloh das Entscheidungsspiel im neutralen Brackwede mit 1:0 gewann verpasste die Union die Teilnahme an der Westfalenmeisterschaft. Union Herford qualifizierte sich für die neu eingeführte zweigleisige Verbandsliga, aus der der Verein als Tabellenletzter 1957 abstieg. Nach dem Wiederaufstieg zwei Jahre später konnte die Union bis 1964 die Liga halten. Größter Erfolg war der vierte Platz 1962. Der direkte Wiederaufstieg wurde verpasst und der Verein geriet auch in der Landesliga in Abstiegsgefahr. Die Saison 1967/68 beendete die Mannschaft auf Platz zehn und fusionierte daraufhin mit dem VfB Einigkeit Herford zum Herforder SC 07/08. Unter diesem Namen wurde die Mannschaft 1971 Vizemeister mit einem Punkt Rückstand auf den TuS Sennelager, ehe der HSC ein Jahr später abgeschlagen Letzter wurde.
Stets im Schatten der Union stand der 1928 gegründete Verein SuS Herford. Im Jahre 1934 stieg die Mannschaft in die damals zweitklassige Bezirksliga Ostwestfalen auf und belegte auf Anhieb den dritten Platz. Nach dem Zweiten Weltkrieg spielte der Verein in den frühen 1960er Jahren in der Landesliga. Nach einer Vizemeisterschaft 1964 hinter dem SV Brackwede rutschte die Mannschaft in der Tabelle immer weiter nach unten und konnte 1972 erst nach einer Entscheidungsspielrunde gemeinsam mit TuRa Löhne gegen den VfL Schildesche die Klasse halten. Der VfB Einigkeit Herford wiederum pendelte zumeist zwischen Bezirks- und Kreisklasse. Im Jahre 1960 stand die Mannschaft kurz vor dem Aufstieg in die Landesliga, verlor aber das Entscheidungsspiel um die Meisterschaft gegen die FT Dützen mit 1:3.

### Fusion und Profifußball (1972 bis 1981)
| Saison  | Liga                | Level | Platz | Tore  | Punkte |
| ------- | ------------------- | ----- | ----- | ----- | ------ |
| 1972/73 | Landesliga, Gr. 1   | IV    | 01.   | 73:26 | 50:14  |
| 1973/74 | Verbandsliga, Gr. 1 | III   | 02.   | 52:27 | 38:22  |
| 1974/75 | Verbandsliga, Gr. 1 | III   | 02.   | 70:35 | 46:22  |
| 1975/76 | Verbandsliga, Gr. 1 | III   | 01.   | 84:26 | 54:14  |
| 1976/77 | 2. Bundesliga Nord  | II    | 14.   | 62:63 | 36:40  |
| 1977/78 | 2. Bundesliga Nord  | II    | 17.   | 51:58 | 33:43  |
| 1978/79 | Oberliga Westfalen  | III   | 01.   | 59:33 | 46:22  |
| 1979/80 | 2. Bundesliga Nord  | II    | 17.   | 48:69 | 31:45  |
| 1980/81 | 2. Bundesliga Nord  | II    | 16.   | 48:65 | 32:52  |

Trotz zahlreicher Bedenken fusionierten am 16. Juni 1972 der Herforder SC 07/08 und SuS Herford zum SC Herford. Sportlich verliefen die ersten Jahre erfolgreich. Gleich in der ersten Saison unter dem neuen Namen wurde die Mannschaft mit einem Punkt Vorsprung auf den SV Porta Neesen Landesligameister und kehrte in die Verbandsliga zurück. Nach der Vizemeisterschaft in der Saison 1973/74 schloss der SC Herford die folgende Saison 1974/75 punktgleich mit Arminia Gütersloh ab. Beide Entscheidungsspiele um die Staffelmeisterschaft konnten die Gütersloher für sich entscheiden. Ein Jahr später wurden die von Otmar Calder trainierten Herforder Meister seiner Staffel und setzte sich in den Endspielen um die Westfalenmeisterschaft knapp mit 3:1 und 2:1 gegen den SV Holzwickede durch. In der folgenden Aufstiegsrunde zur 2. Bundesliga Nord traf die Mannschaft auf die SV Arminia Hannover und den SC Union 06 Berlin. Durch einen 5:0-Sieg am letzten Spieltag in Berlin sicherte sich der SC Herford den zweiten Platz und stieg auf. Dabei profitierte die Mannschaft vom Aufstieg von Borussia Dortmund in die Bundesliga, wodurch mögliche Entscheidungsspiele gegen den Bonner SC verhindert wurden.
Der Start in die Zweitligasaison 1976/77 verlief gut. Einem 3:1-Sieg über die SG Wattenscheid 09 folgte ein 1:0-Sieg bei Bayer 05 Uerdingen. An den ersten beiden Spieltagen führte der SC Herford die Tabelle an. Das Fachmagazin Kicker bezeichnete den SC als „Herfords besten Werbeträger“ und berichtete über eine „riesengroße Begeisterung beim Neuling“. Während der gesamten Saison geriet die Mannschaft nie in akute Abstiegsgefahr und konnte im Schnitt 6934 Zuschauer bei Heimspielen begrüßen. Der 5:0-Sieg über Wacker 04 Berlin ist bis heute der höchste Zweitligasieg der Vereinsgeschichte. Nach einem schlechten Rückrundenstart fand sich der SC Herford ein Jahr später im Abstiegskampf wieder. In der Winterpause musste Trainer Otmar Calder gehen und wurde durch Erhard Ahmann ersetzt. Nach einer Serie von sechs Siegen in sieben Spielen schöpfte die Mannschaft noch Hoffnung auf den Klassenerhalt. Höhepunkt war der 2:0-Sieg über Arminia Bielefeld am viertletzten Spieltag. Vor 17.000 Zuschauern brachte der SC durch Tore von Wolfgang Flüshöh und Manfred Wehmeier der Arminia die erste Derbyniederlage gegen einen ostwestfälischen Verein in der 2. Bundesliga bei. Am letzten Spieltag kam Herford zu Hause gegen Alemannia Aachen nicht über ein 0:0 hinaus. Der direkte Konkurrent VfL Osnabrück erreichte gleichzeitig ein torloses Remis bei Bayer 05 Uerdingen. Das um ein Tor bessere Torverhältnis sicherte Osnabrück den Klassenerhalt, während Herford absteigen musste.
Mit einem Punkt Vorsprung auf den TuS Schloß Neuhaus wurde der von Dieter Garbers trainierte SC Herford erster Meister der Oberliga Westfalen und kehrte in die 2. Bundesliga zurück. Nach einem erneut guten Start in die Saison 1979/80 belegte die von Günter Luttrop trainierte Mannschaft bis zum 10. Spieltag einen Platz unter den ersten drei. Nach einer 0:1-Heimniederlage gegen Arminia Bielefeld am 32. Spieltag rutschten die mittlerweile von Horst Witzler trainierten. Herforder auf einen Abstiegsplatz. Ein 3:2-Sieg über Hannover 96 konnte den sportlichen Abstieg nicht verhindern. Da der DSC Wanne-Eickel seine Lizenz aus finanziellen Gründen freiwillig zurückgab blieb Herford in der 2. Bundesliga. In der Saison 1980/81 ging es um die Qualifikation zur eingleisigen 2. Bundesliga. Mit dem maltesischen Nationaltorhüter John Bonello und dem späteren finnischen Nationalspieler Vesa Mars wurden erstmals zwei ausländische Spieler verpflichtet. Über weite Strecken der Saison hielt sich die von Hannes Baldauf trainierte Mannschaft im Tabellenmittelfeld auf, ehe eine Serie von neun Spielen ohne Sieg zum Abrutschen auf den 16. Rang führte. Die eingleisige 2. Bundesliga wurde damit um Längen verpasst und der SC Herford verabschiedete sich aus dem Profifußball.

### Amateurfußball (1981 bis 2001)
| Saison    | Liga                | Level | Platz | Tore  | Punkte |
| --------- | ------------------- | ----- | ----- | ----- | ------ |
| 1981/82   | Oberliga Westfalen  | III   | 14.   | 53:65 | 39:41  |
| 1982/83   | Oberliga Westfalen  | III   | 11.   | 55:56 | 34:34  |
| 1983/84   | Oberliga Westfalen  | III   | 06.   | 58:60 | 36:32  |
| 1984/85   | Oberliga Westfalen  | III   | 08.   | 54:53 | 32:36  |
| 1985/86   | Oberliga Westfalen  | III   | 15.   | 45:60 | 27:37  |
| 1986/87   | Verbandsliga, Gr. 1 | IV    | 13.   | 52:54 | 31:37  |
| 1987/88   | Verbandsliga, Gr. 1 | IV    | 11.   | 42:47 | 31:33  |
| 1988/89   | Verbandsliga, Gr. 1 | IV    | 07.   | 42:42 | 33:27  |
| 1989/90   | Verbandsliga, Gr. 1 | IV    | 13.   | 31:47 | 27:33  |
| 1990/91   | Verbandsliga, Gr. 1 | IV    | 07.   | 44:46 | 30:30  |
| 1991/92   | Verbandsliga, Gr. 1 | IV    | 07.   | 37:29 | 31:29  |
| 1992/93   | Verbandsliga, Gr. 1 | IV    | 03.   | 40:26 | 38:22  |
| 1993/94   | Verbandsliga, Gr. 1 | IV    | 06.   | 46:39 | 37:27  |
| 1994/95   | Verbandsliga, Gr. 1 | V     | 06.   | 53:47 | 35:25  |
| 1995/96   | Verbandsliga, Gr. 1 | V     | 10.   | 38:47 | 34     |
| 1996/97   | Verbandsliga, Gr. 1 | V     | 08.   | 52:43 | 43     |
| 1997/98   | Verbandsliga, Gr. 1 | V     | 05.   | 53:40 | 41     |
| 1998/99   | Verbandsliga, Gr. 1 | V     | 02.   | 56:34 | 56     |
| 1999/2000 | Oberliga Westfalen  | IV    | 04.   | 54:48 | 46     |
| 2000/01   | Oberliga Westfalen  | IV    | 17.   | 31:67 | 29     |

Nach dem Abstieg aus der 2. Bundesliga hatte der Verein mit großen finanziellen Problemen zu kämpfen, so dass an eine Rückkehr nicht zu denken war. Seit 1976 engagierte sich die Heidapal-Gruppe in Person von Hauptgeschäftsführer Hans Heidemann als Trikotsponsor des Vereins. Nachdem die Heidapal-Gruppe zusammenbrach fehlten dem Verein eingeplante Gelder, so dass die Mannschaft monatelang auf vereinbarte Prämien und Fahrkostenersatz warten musste. Die Zeitschrift Fußball-Woche meldete am 4. Januar 1982, dass Hans Heidemann, der zugleich Leiter der Fußballabteilung des SC Herford war, von der Staatsanwaltschaft Bielefeld wegen bewussten Bankrotts verhaftet wurde.
In den ersten Jahren in der Oberliga Westfalen belegte die Mannschaft Platzierungen im Mittelfeld der Tabelle. Im Westfalenpokal verloren die Herforder 1983 das Endspiel gegen Rot-Weiss Lüdenscheid mit 0:2 nach Verlängerung. Dafür setzte sich der SC Herford ein Jahr später im Finale mit 3:1 gegen den 1. FC Paderborn durch. Nach einem sechsten Platz in der Oberligasaison 1983/84 und einem achten Platz ein Jahr später folgte in der Saison 1985/86 der Abstieg in die Verbandsliga als Drittletzter. Auch in den ersten vier Jahren in der Verbandsliga kämpfte der SC Herford gegen den Abstieg. 1988 hatte die Mannschaft am Saisonende drei Punkte Vorsprung auf den Bünder SV auf dem ersten Abstiegsplatz. Zwei Jahre später waren es nur deren zwei auf den ersten Absteiger TSG Dülmen.
Nach einer Konsolidierungszeit erreichte die Mannschaft in der Saison 1992/93 den dritten Platz. Durch die Einführung der viergleisigen Regionalliga gab es in der Saison 1993/94 einen erhöhten Aufstieg. Die ersten vier beider Verbandsligastaffeln durften in die Oberliga aufsteigen. Herford verpasste die Chance als Tabellensechster mit zwei Punkten Rückstand auf den Vierten Blau-Weiß Wewer. Nach weiteren Jahren im Mittelfeld der Verbandsliga gelang 1999 die Rückkehr in die Oberliga. Die Herforder wurden zunächst Meister ihrer Verbandsligastaffel. Durch eine nachträgliche Spielwertung zugunsten von Preußen Lengerich rutschten die Preußen von Platz vier auf Platz eins vor und der SC Herford fiel auf Platz zwei zurück. Durch eine Entscheidung am Grünen Tisch wurden die Herforder zusätzlich in die Oberliga aufgenommen.
Sportlich war die Mannschaft erfolgreich und belegte am Ende der Saison 1999/2000 als bester Aufsteiger den vierten Platz. Trotz des Erfolges verfolgten im Schnitt nur knapp 300 Zuschauer die Heimspiele in der Oberliga. Der Verein war in der Publikumsgunst hinter dem Eishockeyverein Herforder EC zurückgefallen. Durch finanzielle Probleme musste der SC Herford zur Saison 2000/01 einige Leistungsträger ziehen lassen, so dass am Saisonende nur der drittletzte Platz erreicht wurde, was mit dem Abstieg einherging.

### Von der Verbandsliga in die Bezirksliga und zurück (2001 bis 2021)
| Saison                          | Liga                 | Level | Platz | Tore          | Punkte        |
| ------------------------------- | -------------------- | ----- | ----- | ------------- | ------------- |
| 2001/02                         | Verbandsliga, Gr. 1  | V     | 06.   | 48:39         | 40            |
| 2002/03                         | Verbandsliga, Gr. 1  | V     | 11.   | 45:54         | 41            |
| 2003/04                         | Verbandsliga, Gr. 1  | V     | 07.   | 57:50         | 45            |
| 2004/05                         | Verbandsliga, Gr. 1  | V     | 15.   | 35:54         | 32            |
| 2005/06                         | Landesliga, Gr. 1    | VI    | 15.   | 29:52         | 33            |
| 2006/07                         | Bezirksliga, Gr. 1   | VII   | 11.   | 46:39         | 41            |
| 2007/08                         | Bezirksliga, Gr. 1   | VII   | 01.   | 69:30         | 68            |
| 2008/09                         | Landesliga, Gr. 1    | VII   | 11.   | 53:57         | 43            |
| 2009/10                         | Landesliga, Gr. 1    | VII   | 05.   | 64:46         | 50            |
| 2010/11                         | Landesliga, Gr. 1    | VII   | 03.   | 84:44         | 59            |
| 2011/12                         | Landesliga, Gr. 1    | VII   | 04.   | 58:33         | 49            |
| 2012/13                         | Landesliga, Gr. 1    | VII   | 03.   | 55:24         | 55            |
| 2013/14                         | Landesliga, Gr. 1    | VII   | 01.   | 76:22         | 71            |
| 2014/15                         | Westfalenliga, Gr. 1 | VI    | 04.   | 50:34         | 52            |
| 2015/16                         | Westfalenliga, Gr. 1 | VI    | 08.   | 40:59         | 38            |
| 2016/17                         | Westfalenliga, Gr. 1 | VI    | 06.   | 59:56         | 46            |
| 2017/18                         | Westfalenliga, Gr. 1 | VI    | 07.   | 58:63         | 41            |
| 2018/19                         | Westfalenliga, Gr. 1 | VI    | 10.   | 61:58         | 38            |
| 2019/20                         | Westfalenliga, Gr. 1 | VI    | 13.   | abgebrochen C | abgebrochen C |
| 2020/21                         | Westfalenliga, Gr. 1 | VI    | –     | annulliert C  | annulliert C  |
| 2021/22                         | Westfalenliga, Gr. 1 | VI    | 16.   | 38:68         | 28            |
| C = wegen der COVID-19-Pandemie |                      |       |       |               |               |

Vier Jahre hielt sich der Club in der Verbandsliga, ehe der SC Herford in der Saison 2004/05 unglücklich in die Landesliga absteigen musste. Trotz eines 1:0-Sieges bei der Hammer SpVg am letzten Spieltag hatten die Herforder hinter den punktgleichen Mannschaften der SpVgg Vreden und dem SC Wiedenbrück 2000 die schlechteste Tordifferenz und mussten absteigen. Ein Jahr später verspielte der SCH in der Landesliga am letzten Spieltag durch eine 1:2-Niederlage beim SV Avenwedde den Klassenerhalt, da die FT Dützen gleichzeitig mit 2:1 beim TuS Tengern gewann. Somit mussten die Herforder in der Saison 2006/07 erstmals in der Vereinsgeschichte in der Bezirksliga antreten, wo das Team mit Rang elf seinen sportlichen Tiefpunkt erreichte. In der Saison 2007/08 konnte die von Markus Kleine-Tebbe trainierte Mannschaft die Meisterschaft in der Bezirksliga feiern und kehrte in die Landesliga zurück.
Im Herbst 2009 sorgte der Club durch die Verpflichtung des Ex-Profis Georg Koch für Schlagzeilen. Als Vierter der Landesligasaison 2011/12 wurde der direkte Aufstieg in die Westfalenliga knapp verpasst. Nach einem 2:0-Sieg über den TuS Witten-Stockum in Erwitte und einem 1:0 über Rot-Weiß Horn in Gütersloh-Avenwedde erreichte die von Uwe Korejtek Mannschaft das Endspiel der Aufstiegsrunde zur Westfalenliga gegen den TSV Marl-Hüls. Hier setzten sich die Marler im Ahlener Wersestadion mit 2:0 durch. Auch in der folgenden Spielzeit 2012/13 wurde ein möglicher Aufstieg knapp verpasst. Am letzten Spieltag gingen die Herforder beim SC Bad Salzuflen in der letzten Spielminute in Führung und waren damit Zweiter. In der Nachspielzeit erzielte Herfords Konkurrent VfB Fichte Bielefeld den Siegtreffer bei der Spvg Steinhagen. Dadurch schob sich Fichte auf Platz zwei und stieg über die Relegation auf.
Ein Jahr später gelang den Herfordern bereits am drittletzten Spieltag durch einen 3:0-Sieg über den SC Peckeloh der Aufstieg in die Westfalenliga. In der Saison 2014/15 sicherten sich die Herforder am letzten Spieltag durch ein 3:0 gegen den VfL Theesen den vierten Platz. Nachdem sich die Herforder in der Westfalenliga etablieren konnten und stets einstellige Tabellenplätze erreichten rutschte die Mannschaft während der Saison 2017/18 in den Abstiegskampf. Tim Daseking übernahm das Traineramt und führte die Mannschaft mit sechs Siegen in Serie noch auf Platz sieben. In der Saison 2018/19 wurde Daniel Keller neuer Trainer der ersten Mannschaft. Nach einer furiosen Hinrunde, zeitweiliger Tabellenführung und nur einer Niederlage beim späteren Meister Preußen Münster II, stoppte eine schwache Rückrunde die Aufstiegsträume. Am Ende stand, trotz der starken Torausbeute der beiden neuen Stürmer Marcel Todte (17 Tore) und Dimitrios Nemtsis (15 Tore) und der Nachverpflichtung des Ex-Profis Christian Müller nur der zehnte Platz. Daniel Keller wurde zum Ende der Saison entlassen. Zur Saison 2019/20 übernahm der ehemalige Rödinghausener Ihsan Kalkan den SC Herford. Ab der Saison 2020/21 war Sergej Bartel als Trainer verantwortlich. Die Spielzeit wurde wegen der COVID-19-Pandemie zunächst abgebrochen und später annulliert.

### Gegenwart (seit 2021)
| Saison  | Liga                 | Level | Platz | Tore  | Punkte |
| ------- | -------------------- | ----- | ----- | ----- | ------ |
| 2021/22 | Westfalenliga, Gr. 1 | VI    | 16.   | 38:68 | 28     |
| 2022/23 | Landesliga, Gr. 1    | VII   | 16.   | 49:89 | 33     |
| 2023/24 | Bezirksliga, Gr. 1   | VIII  | 1.    | 90:21 | 74     |

In der folgenden Saison 2021/22 rutschten die Herforder in den Tabellenkeller. Nach 20 Spieltagen musste Trainer Bartel gehen und wurde zunächst durch Ufuk Basdas ersetzt. Dieser trat im April 2022 auf persönlichen Gründen zurück. Geschäftsführer Daniel Hollensteiner übernahm als Interimstrainer, konnte aber den Abstieg in die Landesliga nicht verhindern. Wie bereits in der Saison 2005/06 wurden die Herforder in der Saison 2022/23 direkt in die Bezirksliga durchgereicht. Dort konnte die Mannschaft vom Trainer Stephan Eggert die Talfahrt stoppen und schaffte den direkten Wiederaufstieg.

### Der SC Herford im DFB-Pokal
Acht Mal konnte sich der SC Herford für den DFB-Pokal qualifizieren. Dabei schied die Mannschaft vier Mal in der ersten und vier Mal in der zweiten Runde aus. Die erste Teilnahme ereignete sich in der Saison 1974/75, wo der SC Herford zu Hause gegen den Bundesligisten VfL Bochum mit 0:3 unterlag. Ein Jahr später konnte der erste Sieg errungen werden, als Herford den SC Friedrichsthal zu Hause mit 3:1 besiegte. In der zweiten Runde folgte dann nach einer 0:4-Niederlage bei der SG Wattenscheid 09 das Aus. Es war gleichzeitig die höchste Pokalniederlage der Herforder. Der höchste Sieg wurde in der Saison 1977/78 erreicht. Nach einem 2:2 nach Verlängerung beim Wuppertaler SV konnte der SC Herford das Wiederholungsspiel auf eigenem Platz mit 3:0 gewinnen. Der bisher letzte Auftritt im DFB-Pokal stammt aus der Saison 1984/85, in der die Mannschaft in der ersten Runde zu Hause Kickers Offenbach knapp mit 2:3 unterlag.

## Erfolge und Statistiken
- Aufstieg in die 2. Bundesliga Nord: 1976 und 1979
- Westfalenmeister: 1976 und 1979
- Westfalenpokalsieger: 1984

In der ewigen Tabelle der 2. Bundesliga belegen die Herforder den 75. Platz. Von 146 Spielen wurden 40 gewonnen und 70 verloren bei 46 Unentschieden. Das Torverhältnis beträgt 209:255. In der ewigen Tabelle der Oberliga Westfalen befinden sich die Herforder auf der 23. Position. Von 272 Spielen wurden 98 gewonnen und 100 verloren bei 74 Unentschieden. Das Torverhältnis beträgt 411:442.

## Stadion

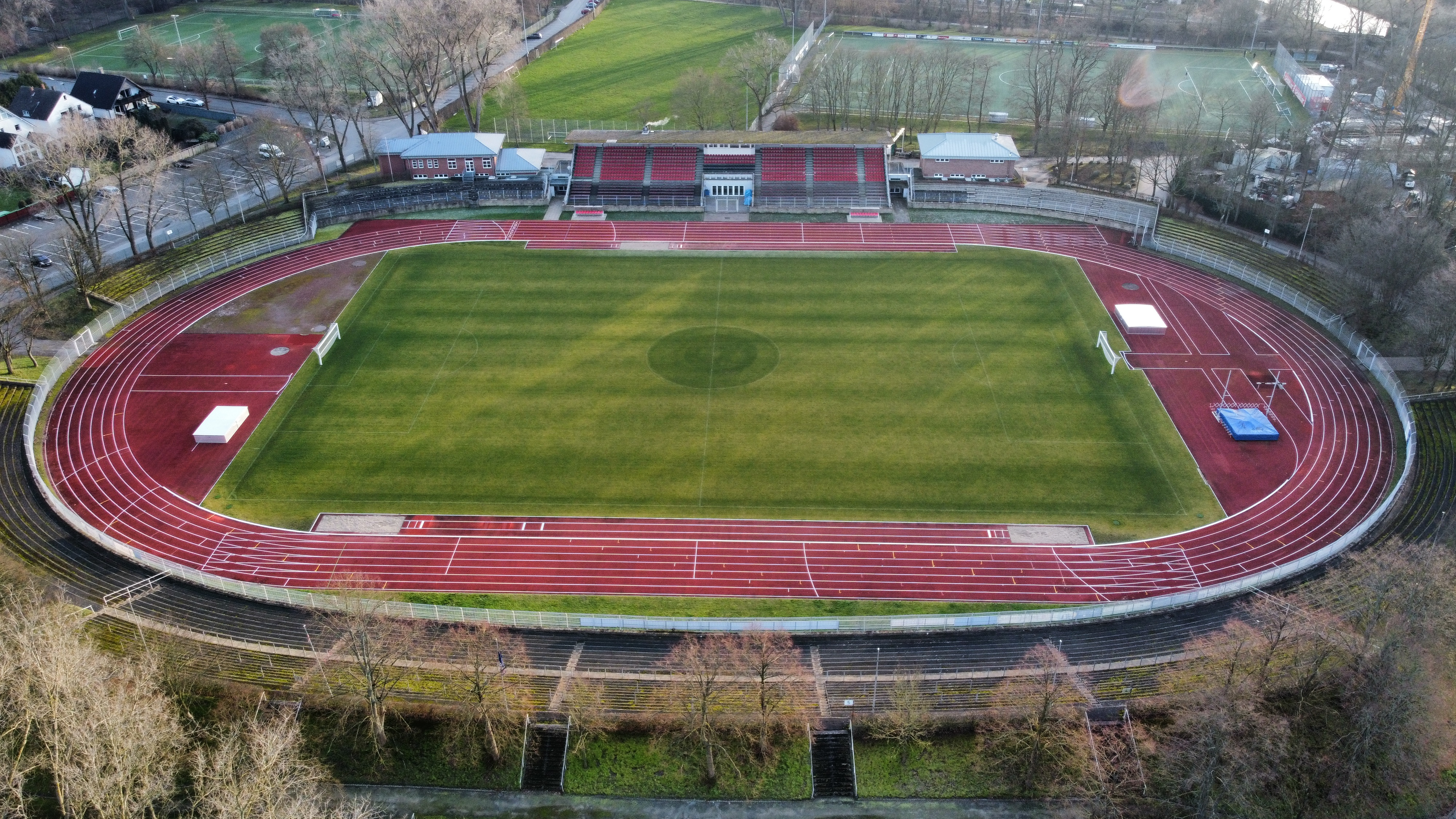
Das Ludwig-Jahn-Stadion

Der SC Herford trägt seine Heimspiele im Ludwig-Jahn-Stadion aus, das im Jahre 1955 erbaut und zuletzt Ende der 1990er Jahre renoviert wurde. Das nach dem „Turnvater“ Friedrich Ludwig Jahn benannte Stadion hat eine Kapazität von 18.400 Plätzen, davon sind 1400 überdachte Sitzplätze auf der Haupttribüne. Die Spielstätte liegt im Stadtteil Neustädter Feldmark an der Wiesestraße östlich der Werre und südlich des Schwimmbads H20. Auf der gegenüberliegenden Seite der Wiesestraße befindet sich die Kiewiese, die als Parkplatz für das Stadion und das Schwimmbad dient. Der Zuschauerrekord des SC Herford wurde am 5. Mai 1978 aufgestellt, als 17.000 Zuschauer einen 2:0-Sieg gegen Arminia Bielefeld sahen. Der Verein teilt sich die Spielstätte mit den Fußballerinnen des Herforder SV.

## Persönlichkeiten

### Ehemalige Spieler
Insgesamt 47 Spieler absolvierten in den vier Zweitligajahren mindestens ein Ligaspiel für den SC Herford. Die meisten Einsätze erreichte Herbert Bittner (146) vor Karl-Friedrich Stremming und Manfred Wehmeier (je 142), Uwe Pallaks (141) und Wolfgang Flüshöh (126).war mit 63 Toren der erfolgreichste Torschütze von Herfords Zweitligaära. Ihm folgen Manfred Wehmeier (23), Herbert Bittner (22), Bernd Laube (19) und Wolfgang Flüshöh (17). Klaus-Dieter Derow ist mit 65 Einsätzen der Rekordspieler unter den Torhütern vor Manfred Recknagel (44) und Rainer Laduch (30). Zwei ausländische Spieler liefen für den SC Herford in der 2. Bundesliga auf. Während der spätere finnische Nationalspieler Vesa Mars in 22 Einsätzen zwei Tore erzielte, kam der maltesische Nationaltorhüter John Bonello sechs Mal zum Einsatz.
Mit Arne Friedrich brachte der SC Herford einen deutschen Nationalspieler hervor. Spieler wie Uwe Clausmeier, Frederik Gößling, Philipp Heithölter, Dirk Hellmann, Detlef Kemena, Klaus-Peter Nemet, Josip Rašić, Carsten Rump, Damir Šimac, Olcay Turhan, Thilo Versick und Sebastian Völzow wurden bei anderen Vereinen zu Bundes- oder Zweitligaspielern. Umgekehrt spielten mit Karl-Hermann Eickhoff, István Gál, Meik Tischler und Frank Zimmermann ehemalige Erst- und Zweitligaspieler in Herford. Klaus-Peter Nemet war in der Saison 1996/97 kurzzeitig Cheftrainer des Bundesligisten FC St. Pauli. Aytürk Geçim wurde während seiner Zeit in Herford zum deutschen Futsalnationalspieler.

### Alle Zweitligaspieler des SC Herford
- Klaus Ackermann (17/0)
- Manfred Balcerzak (73/2)
- Wolfgang Balzereit (5/0)
- Herbert Bittner (146/22)
- Ulrich Bittorf (40/5)
- John Bonello (6/0)
- Jürgen Brunhorn (2/0)
- Bodo Daus (3/0)
- Klaus-Dieter Derow (65/0)
- Werner Droste (1/0)
- Joachim Dzieciol (61/8)
- Peter Enders (27/1)
- Jürgen Fleer (28/1)
- Wolfgang Flüshöh (126/17)
- Jürgen-Michael Galbierz (19/0)
- Norbert Goscianiak (56/5)
- Frank Hahn (27/2)
- Jürgen Heddinghaus (67/9)
- Fritz Herrndorf (13/0)
- Manfred Hildebrandt (2/0)
- Eckhard Höpfner (2/0)
- Uwe Kaiser (1/0)
- Heinz Knüwe (61/6)
- Karl-Heinz Koberstein (36/1)
- Thomas Körber (35/1)
- Karl-Heinz Korte (31/3)
- Rainer Laduch (30/0)
- Bernd Laube (74/19)
- Vesa Mars (22/2)
- Karl-Ludwig Mayer (15/1)
- Andreas Metzner (70/2)
- Rolf Muchow (1/0)
- Gerhard Ockenfels (7/0)
- Uwe Pallaks (141/63)
- Norbert Pohl (58/1)
- Manfred Recknagel (44/0)
- Ulrich Schäffer (11/0)
- Wilfried Schneider (42/0)
- Rolf Siekmann (28/2)
- Volker Spazier (86/6)
- Karl-Friedrich Stremming (142/1)
- Dieter Suchanek (34/1)
- Jürgen Suchanek (35/0)
- Manfred Wehmeier (142/23)
- Bodo Wehmeier (33/0)
- Gerhard Weidenhammer (5/0)
- Wolfgang Windmann (5/0)

### Ehemalige Trainer
Die Liste ist chronologisch sortiert. Leider ist sie nicht vollständig.
- Dieter Garbers (Juli 1973 – Juni 1976)[19]
- Otmar Calder (Juli 1976 – Januar 1978)
- Erhard Ahmann (Januar 1978 – Juni 1979)
- Günter Luttrop (Juli 1979 – April 1980)
- Dieter Garbers (April 1980)
- Horst Witzler (April – Juni 1980)
- Hannes Baldauf (Juli 1980 – Juni 1981)
- Rolf Siekmann (Juli 1984 – Juni 1986)
- Maik Walpurgis (Juli 1991 – Juni 1998)
- Michael Krüger (Juli 1988 – Juni 1989)
- Joachim Fuhrberg  (Juli 1999 – Januar 2000)
- Karl-Heinz Menzel (Januar – Juni 2000)
- Manfred Lonnemann (Juli 2000 – April 2001)
- Karl-Heinz Menzel (April – Juni 2000)
- Markus Kleine-Tebbe (Dezember 2006 – August 2009)
- Aleksander Knezević (September 2009)
- Jürgen Prüfer (September 2009 – Juni 2010)
- Georg Koch (September 2010 – Juni 2011)
- Uwe Korejtek (Oktober 2011 – Mai 2012)
- Jörg Böhme (Mai 2012 – Juni 2012)
- Georg Koch (Juni 2012)
- Sven Moning (Juli 2012 – Januar 2014)
- Sascha Consentino (Juli 2014 – April 2018)
- Tim Daseking (April – Juni 2018)
- Daniel Keller (Juli 2018 – Juni 2019)
- Ihsan Kalkan (Juli 2019 – Juli 2020)
- Sergej Bartel (Juli 2020 – November 2021)
- Ufuk Basdas (November 2021 – April 2022)
- Daniel Hollensteiner (April – Juni 2022)
- Tim Daseking (seit Juli 2023)

### Ehemalige Co-Trainer
- István Gál (2015)
- David Odonkor (2014–2015)

## Weitere Abteilungen

### Handball
Im Handball war der VfB Einigkeit Herford der erfolgreichste Stammverein. Die Mannschaft schaffte im Jahre 1960 den Aufstieg in die seinerzeit erstklassige Feldhandball-Oberliga Westfalen. Zwei Jahre später qualifizierte sich der VfB als Tabellenvierter für die westdeutsche Meisterschaft, blieb dort aber gegen den TuS Lintfort, Grün-Weiß Dankersen, dem VfL Gummersbach, dem MTV Dinslaken und Bayer 04 Leverkusen ohne Punktgewinn. Im Jahre 1964 stiegen die Herforder aus der Oberliga ab. Drei Jahre später kehrte die Mannschaft als Herforder SC in die Oberliga zurück, verpasste aber zwei Jahre später die Qualifikation für die neu geschaffene Regionalliga West. In der Halle erreichte der VfB Einigkeit 1948 die Offene Meisterschaft der Britischen Zone, verlor aber seine Gruppenspiele gegen die SG Wilmersdorf, Germania Wilhelmshaven und dem THW Kiel. Nach der Fusion zum SC Herford gehörten die Handballer zwischen 1972 und 1983 der zweit- und ab 1981 drittklassigen Regionalliga West an. Der fünfte Platz in der Saison 1972/73 war dabei die beste Platzierung. In der Saison 1978/79 gelang der Klassenerhalt erst nach erfolgreich bestrittenen Relegationsspielen gegen die Spvgg Andernach. Die Herforder gewannen die Spiele mit 22:9 und 22:18.
Nach dem Ausstieg des Hauptsponsors im Jahre 1983 begann eine sportliche Talfahrt, die erst in der untersten Liga endete. Derzeit stellt der SC Herford keine Handballmannschaften. Erich Klose wirkte in den späten 1970er Jahren als Trainer beim SC Herford.

### Leichtathletik
Bei den deutschen Leichtathletik-Meisterschaften 1991 wurde die Mannschaft des SC Herford in der Marathonlauf-Mannschaftswertung den siebten Platz. Für den SC Herford starteten Jürgen Marks, Heinrich Vollbracht, Dieter Bredemeyer. In der Einzelwertung belegte Jürgen Marks den elften Platz.